# Vsevolodo-Vil'va
Vsevolodo-Vil'va' (in lingua russa Всеволодо-Вильва) è un centro abitato dell'Territorio di Perm', situato nel Aleksandrovskij rajon. La popolazione era di 2.827 abitanti al 2010. Ci sono 45 strade.